# Контактор вакуумний
Конта́ктори в́акуумні серії КВ1 призначені для використання в пускачах, станціях управління, для комутації струмів ввімкнення і відімкнення асинхронних електродвигунів з короткозамкненим ротором і інших приймачів електроенергії в системах дистанційного керування електроприводами з важким режимом роботи.
Контактори серії КВ1 придатні для роботи в стаціонарних установках, на рухомому складі рейкового транспорту (тепловозах, електровозах), в гірничорудній промисловості для встройки в оболонки вибухозахищеного обладнання (трекінгостійке, спеціальне виконання).
Контактори випускаються на номінальні струми 160, 250, 400 А з двома або трьома замикаючими головними контактами на номінальну напругу до 1140 В змінного струму частоти 50 (60) Гц. Номінальна напруга ввімкнення котушок кола керування, В — 12, 24, 36, 48 (50), 75, 110, 220 постійного струму і 12, 36, 110, 127, 220, 380 змінного струму частоти 50, 60 Гц з живленням через випрямний блок або блок форсування. Живлення котушок контакторів спеціального призначення — від мережі змінного струму напругою 36 В через випрямний блок.
Контактор має два блоки допоміжних контактів — лівий і правий з 1 «З» і 1 «Р» контактами. Контакти допоміжного кола в режимі нормальних комутацій розраховані на напруги від 24 до 220 В постійного і від 110 до 660 В змінного струму частоти 50 (60) Гц.
Реверсивні контактори мають механічне блокування, що виключає одночасне замикання контактів обох контакторів.
Контактори допускають установку електромагнітної засувки, що забезпечує замкнений стан головних контактів при тимчасовому або тривалій відсутності напруги в колах живлення котушок ввімкнення.
Комутаційна зносостійкість головних контактів, млн циклів ВО — 1,5 в режимі АС-3 (600 ВО / год і ПВ 40%); 0,3 в режимі АС-4 (600 ВО / год і ПВ 15).
Механічна зносостійкість, млн циклів ВО — 3,0.
Споживана потужність котушок ввімкнення при 20 °C, Вт, не більше — 52 для КВ1-160; 74 для КВ1-250; 90 для КВ1-400.
Режим роботи — тривалий, переривчасто-тривалий, повторно-короткочасний (АС-3, АС-4), короткочасний.
Приєднання зовнішніх провідників — переднє. Контактори допускають і заднє приєднання підвідних провідників.
Спосіб кріплення — за допомогою гвинтів.
Ступінь захисту — IP20 для контактора; IP00 для виводів головного кола.
Кліматичні виконання — В3, У2, У5 і Т5 по ГОСТ 15150 і ГОСТ 15543.1.
НТД — ТУ 3426-016-00213703-96.
Типовиконання
| Обозначение типоисполнения контакторов | Номинальный ток главной цепи, А | Количество контактов, шт. | Количество контактов, шт. | Количество контактов, шт. |                      |
| Обозначение типоисполнения контакторов | Номинальный ток главной цепи, А | главной цепи              | вспомогательной цепи      | вспомогательной цепи      | вспомогательной цепи |
| Обозначение типоисполнения контакторов | Номинальный ток главной цепи, А | замыкающих                | замыкающих                | размыкающих               |                      |
| КВ1–160-3В3                            | 160                             | 3                         | 2                         | 2                         |                      |
| КВ1–160-3У2                            | 160                             | 3                         | 2                         | 2                         |                      |
| КВ1–160-3В3-М                          | 160                             | 3                         | 2                         | 2                         |                      |
| КВ1–160-3В3-Р                          | 160                             | 3                         | 2                         | 2                         |                      |
| КВ1-160–3У5-С                          | 160                             | 3                         | 3                         | 5                         |                      |
| КВ1–160-3Т5-С                          | 160                             | 3                         | 3                         | 5                         |                      |
| КВ1-160-2В3                            | 160                             | 2                         | 2                         | 2                         |                      |
| КВ1-160-2У2                            | 160                             | 2                         | 2                         | 2                         |                      |
| КВ1-160-2У5-С                          | 160                             | 2                         | 3                         | 5                         |                      |
| КВ1-160-2Т5-С                          | 160                             | 2                         | 3                         | 5                         |                      |
| КВ1–250-3В3                            | 250                             | 3                         | 2                         | 2                         |                      |
| КВ1–250-3У2                            | 250                             | 3                         | 2                         | 2                         |                      |
| КВ1–250-3В3-М                          | 250                             | 3                         | 2                         | 2                         |                      |
| КВ1–250-3В3-Р                          | 250                             | 3                         | 2                         | 2                         |                      |
| КВ1-250-3У5-С                          | 250                             | 3                         | 3                         | 5                         |                      |
| КВ1–250-3Т5-С                          | 250                             | 3                         | 3                         | 5                         |                      |
| КВ1–250-2В3                            | 250                             | 2                         | 2                         | 2                         |                      |
| КВ1-250-2У2                            | 250                             | 2                         | 2                         | 2                         |                      |
| КВ1-250-2У5-С                          | 250                             | 2                         | 3                         | 5                         |                      |
| КВ1-250-2Т5-С                          | 250                             | 2                         | 3                         | 5                         |                      |
| КВ1–400-3В3                            | 400                             | 3                         | 2                         | 2                         |                      |
| КВ1–400-3У2                            | 400                             | 3                         | 2                         | 2                         |                      |
| КВ1–400-3В3-М                          | 400                             | 3                         | 2                         | 2                         |                      |
| КВ1-400-3В3-Р                          | 400                             | 3                         | 2                         | 2                         |                      |
| КВ1-400-3У5-С                          | 400                             | 3                         | 3                         | 5                         |                      |
| КВ1-400-3Т5-С                          | 400                             | 3                         | 3                         | 5                         |                      |
| КВ1–400-2В3                            | 400                             | 2                         | 2                         | 2                         |                      |
| КВ1–400-2У2                            | 400                             | 2                         | 2                         | 2                         |                      |
| КВ1-400-2У5-С                          | 400                             | 2                         | 3                         | 5                         |                      |